# ادی جمیسن
ادی جمیسن (انگلیسی: Eddie Jemison؛ زادهٔ ۱۹۶۳) یک هنرپیشه، و فیلم‌نامه‌نویس اهل ایالات متحده آمریکا است. وی از سال ۱۹۹۶ میلادی تاکنون مشغول فعالیت بوده‌است.
از فیلم‌ها یا برنامه‌های تلویزیونی که وی در آن نقش داشته است می‌توان به یازده یار اوشن، بروس قدرتمند، دوازده یار اوشن، سیزده یار اوشن، مجازاتگر، اطلاع‌رسانی! و پیشخدمت اشاره کرد.